# Louvre – Rivoli (stanice metra v Paříži)

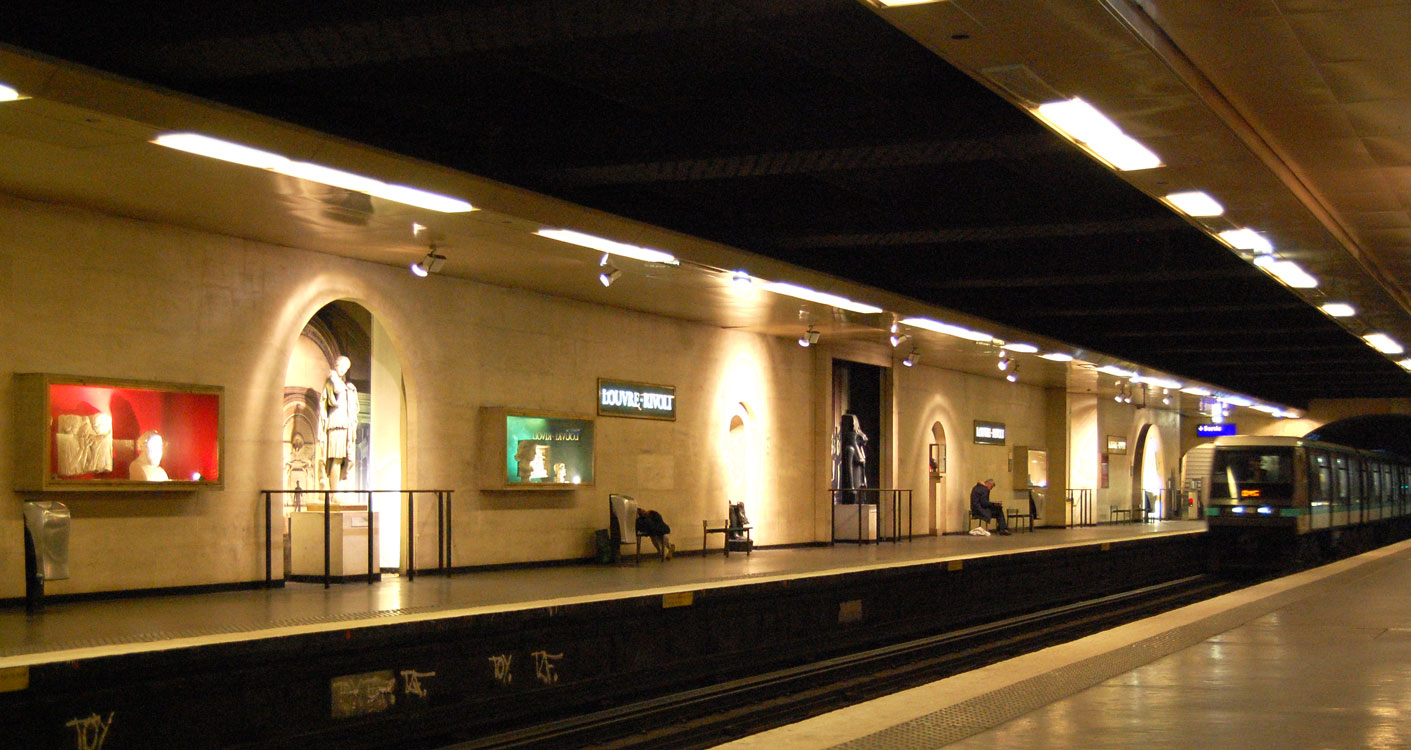
Nástupiště na stanici

Louvre – Rivoli je nepřestupní stanice pařížského metra na lince 1. Nachází se v 1. obvodu v Paříži pod ulicí Rue de Rivoli.

## Historie
Stanice byla zprovozněna 13. srpna 1900 jako součást nejstaršího úseku linky metra v Paříži. Samotná trať byla otevřena již v červenci, do té doby vlaky stanicí pouze projížděly.
Od roku 1968 zdobí stanici repliky exponátů z muzea Louvre.
V rámci modernizace a přechodu na automatizovaný provoz na lince 1 byly nástupiště zvýšeny ve dnech 21.–22. února 2009.

## Název
Stanice byla otevřena pod názvem Louvre podle blízkosti paláce Louvre. Současný název nese od 1989.

## Vstupy
Do stanice vede jen jeden vchod na křižovatce ulic rue du Louvre a rue de Rivoli. Pouze k východu slouží schody v ulici rue de l'Amiral Coligny u domu č. 8. Přímý vstup do muzea umožňuje pouze sousední stanice Palais Royal – Musée du Louvre.

## Zajímavosti v okolí
- Louvre
- kostel Saint-Germain l'Auxerrois
- Pont des Arts